# Ridge Racer Revolution
Ridge Racer Revolution – gra wyścigowa z serii Ridge Racer wyprodukowana i wydana przez Namco i SCEE w latach 1995-1998 na PlayStation.
Gra jest rozwinięciem Ridge Racer z 1993 roku. W grze dostępne są trzy podstawowe trasy, na których gracz może rywalizować oraz kilka tras ukrytych. Samochody będące w dyspozycji gracza pokrywają się z tymi, które były dostępne w Ridge Racer.